# المعهد الفني الوطني للصم
المعهد الفني الوطني للصم (بالإنجليزية: National Technical Institute for the Deaf)‏ (NTID) هو أول وأكبر كلية تقنية في العالم للطلاب الذين يعانون من الصمم أو من ضعف السمع. باعتبارها واحدة من ثماني كليات في معهد روتشستر للتكنولوجيا (RIT) في روتشستر، نيويورك، حيث يوفر NTID البرامج الأكاديمية، الوصول، ولغة الإشارة الأميريكية بواسطة المترجمين الفوريين داخل الصف وخدمات الدعم – بما في ذلك دعم السمع بالموقع والكلام باللغة، وزرع قوقعة الأذن. واعتبارا من الربع في شتاء عام 2007،NTID يشمل 5% من الملتحقين بمعهد روتشتستر للتكنولوجيا أو حوالي 799 من الطلاب. وهناك أيضا 492 من الصم وضعاف السمع من الطلاب الذين هم في طور التسجيل في برنامج آخر لمعهدRIT وبدعم من NTID.
```
يقدم NTID برنامج 
درجة البكالوريوس
 في ترجمة ASL لغة الإشارة الأميريكية في الترجمة الإنجليزية، بالإضافة إلى درجة الماجستير في تعليم الصم.
```

## التاريخ
أنشئ المعهد في عام 1965 بصدور القانون العام 89-36.و كان من بنود القانون أيضا إنشاء فريق استشاري وطني للبحث عن موقع مناسب للمدرسة حيث ينظر الفريق الاستشاري في المقترحات المقدمة من جامعة ولاية إيلينوي، وجامعة ولاية بنسلفانيا، وجامعة جنوب كاليفورنياو جامعة ولاية نيويورك، وجامعة كولورادو في بولدر وآخرى قبل اختيار RIT مقرا لها في عام 1966.
ساعدتRIT ثلاثة عوامل على حماية مسؤولية المعهد الجديد:
- انتقال RIT للتو إلى حرم جامعي جديد، حيث لن تواجه صعوبات مثلما لو كانت في مبنى مستعمل.
- تبادل رجال الأعمال في روتشيستر وجهات النظر حول الإعاقة في مكان العمل، وكانوا حريصون على مشاركة تلك الآراء مع الفريق الاستشاري.
- كان لجامعة روتشيستر للتكنولوجيا وصيا هو إدموند ليون، الذي كان قد شغل منصب رئيس رابطة ألكسندر غراهام بيل جمعية الصم وضعاف السمع ووصيا لمدرسة روتشستر للصم.

وقد صمم المعهد بالأساس بدون رسوما دراسية، مع توفير التدريب التقني والأكاديمي، وكذلك التدريب على المهارات التواصل ل600 طالب سنوياً.
تخرج طلاب الدفعة الأولى لNTID في عام 1968. ولكن تسبب إنشائها في البداية احتكاكا في الحرم الجامعي بين الطلاب الطبيعيين والطلاب الصم وأعضاء هيئة تدريس RIT وأعضاء هيئة تدريس NTID، وتتمركز نقاط الخلاف حول تشييد مبان جديدة ل NTID، سواء كانت رواتب أعضاء هيئة تدريس NTID أكثر من أقرانهم أم لا، بالإضافة إلى اختلافات طرائق التواصل بين لغة الإشارة الأمريكية والإنجليزية الأمريكية.
في بداية الثمانينات، تزايد الانتساب ل NTID بينما كان الطلاب الصم من «rubella bulge حصبة ألمانية» في منتصف الستينات قد بدؤ سنواتهم الدراسية.وتزايد الالتحاق مرة أخرى في السنوات الأخيرة؛ حيث كان الالتحاق في عام 2008 في NTID أعلى من أي وقت مضى حيث بلغ 1,450، بسهولة متجاوزا الرقم القياسي السابق ل 1,358 الذي سجل في عام 1984.
في عام 1993، أنشأت NTID المركز الخاص بها للفنون والعلوم للمساعدة على زيادة اعداد الطلبة المترددين (أو غير المؤهلين) الذين يبقون للحصول على درجة البكالوريا. وبحلول عام 2005، زاد هذا البرنامج نسبة طلبة NTID في برامج البكالوريوس إلى 41 في المائة (من 12% قبل عشرين عاماً).

## وصلات خارجية
- معهد روتشستر للتكنولوجيا
- المعهد الفني الوطني للصم